# (6731) Hiei
(6731) Hiei es un asteroide perteneciente al cinturón de asteroides, descubierto el 24 de enero de 1992 por Yoshio Kushida y el también astrónomo Osamu Muramatsu desde el Yatsugatake-Kobuchizawa Observatory, Japón.

## Designación y nombre
Designado provisionalmente como 1992 BK. Fue nombrado por Eijiro Hiei (n. 1931), profesor de la Universidad Meisei y profesor emérito del Observatorio Astronómico Nacional de Japón. Hiei, físico solar más conocido por sus investigaciones sobre las llamaradas de luz blanca, fue el cuarto director (1982-1992) del Observatorio Solar Norikura, donde realizó estudios coronográficos.

## Características orbitales
Hiei está situado a una distancia media del Sol de 2,636 ua, pudiendo alejarse hasta 3,251 ua y acercarse hasta 2,021 ua. Su excentricidad es 0,233 y la inclinación orbital 4,169 grados. Emplea 1562,96 días en completar una órbita alrededor del Sol.
Los próximos acercamientos a la órbita de Júpiter ocurrirán el 17 de febrero de 2033, el 14 de enero de 2080 y el 11 de diciembre de 2126.

## Características físicas
La magnitud absoluta de Hiei es 14,16. Tiene 7,983 km de diámetro y su albedo se estima en 0,092. 